# Los Cabos International Airport
Los Cabos International Airport är en flygplats i Mexiko.   Den ligger i kommunen Los Cabos och delstaten Baja California Sur, i den västra delen av landet, 1 200 km väster om huvudstaden Mexico City. Los Cabos International Airport ligger 113 meter över havet.
Terrängen runt Los Cabos International Airport är platt åt nordost, men åt sydväst är den kuperad. Terrängen runt Los Cabos International Airport sluttar österut. Runt Los Cabos International Airport är det glesbefolkat, med 20 invånare per kvadratkilometer. Närmaste större samhälle är San José del Cabo, 10,6 km söder om Los Cabos International Airport. Omgivningarna runt Los Cabos International Airport är i huvudsak ett öppet busklandskap.